# Hoogstraten
Hoogstraten (fr. Hogstrate, hist. Hoogstraeten) – miasto w Belgii, w Regionie Flamandzkim, w prowincji Antwerpia, w okręgu Turnhout. 1 stycznia 2024 roku liczyła 22 278 mieszkańców.

## Podział administracyjny
W skład miasta wchodzą cztery dzielnice (deelgemeente):
- Meer
- Meerle
- Minderhout
- Wortel

## Osoby

### urodzone w Hoogstraten
- Jerome van Aertselaer CICM, wikariusz apostolski diecezji Xiwanzi

## Sport
Hoogstraten VV to tutejszy klub piłkarski.